# Pseudocheilinus octotaenia
Pseudocheilinus octotaenia är en fiskart som beskrevs av Jenkins, 1901. Pseudocheilinus octotaenia ingår i släktet Pseudocheilinus och familjen läppfiskar. IUCN kategoriserar arten globalt som livskraftig. Inga underarter finns listade i Catalogue of Life.